# Я согласна
«Я согласна» (англ. I Do) — шестая серия третьего сезона американского телесериала «Остаться в живых». Это седьмая серия Кейт в сериале.

## Сюжет

### Воспоминания
Кейт выходит замуж за полицейского Кевина. Но делает это с чужим именем (Моника), так как она скрывается от полиции.
Она звонит Эдварду Марсу и просит его перестать её преследовать, так как хочет начать новую жизнь, но тот говорит, что поймает её, потому что она не сможет не бежать от прошлого. В итоге Кейт уходит от своего мужа, рассказав о себе всё и подсыпав ему в стакан снотворного.

### Остров
Локк, Саид, Десмонд, Никки и Пауло хоронят Эко в лесу. Локк замечает на посохе Эко указание, куда ему надо идти, с координатами. Пикет хочет отомстить выжившим за свою жену Колин. Он хочет убить Сойера. Но пока у него не удаётся, и ему приходится вести его с Кейт на каменоломни. Во время работы на каменоломне вбегает Алекс. Она стреляет из рогатки в охранников, и кричит, что думает, что они убили Карла, её бойфренда, и говорит Кейт и Сойеру бежать. Но Алекс хватают и уводят. Джульет просит Кейт уговорить Джека сделать операцию. Она просит его, говорит, что если он не сделает, то они убьют Сойера, но доктор отказывается, и Кейт уводят. Её и Сойера приводят в камеры, Денни угрожает аферисту. Другие уходят. Кейт выбирается из своей клетки и открывает клетку Сойера, но тот рассказывает ей о том, что они на другом острове и что бежать некуда. Тогда они занимаются сексом прямо в камере Сойера. Джек обнаруживает, что его дверь открыта. Он выходит и приходит в комнату наблюдения. Там он видит на мониторе Сойера и Кейт, лежащих в обнимку. К нему приходит Бен. Джек требует от него отпустить его с острова в обмен на операцию. Бен соглашается, и Джек говорит, что сделает операцию. Джек, с Джульет и несколькими помощниками, готовятся сделать операцию. За ними наблюдают Том, Пикет и ещё один другой. Когда Джек делает Бену анестезию, Денни с другим идут убивать Сойера. Дени Пикет по пути к клетке с Сойером упомянул, что Бен доверил свою жизнь одному из «выживших» (о Джеке Шепарде), а его (Шепарда) даже не было в «списке Джейкоба». Во время операции Джек делает надрез на почке Бена. Он говорит об этом Тому. Только Джек может зашить его, и если он не сделает это через час, Бен умрёт. Он требует у Тома, чтобы другие отпустили Сойера и Кейт. В это время Денни с напарником дерутся с Сойером и Кейт в клетке. Но другой целится в Кейт из пистолета, и Сойер сдаётся. Пикет готовится застрелить его, но тут Том по рации просит отпустить пленников. Денни даёт рацию Кейт, Джек говорит ей бежать и через час рассказать ему историю, которую он ей рассказал в первый день на острове.